# Greenway (Arkansas)
Greenway es una ciudad ubicada en el condado de Clay, Arkansas, Estados Unidos. Según el censo de 2020, tiene una población de 174 habitantes.

## Geografía
La localidad está ubicada en las coordenadas 36°20′26″N 90°13′20″O / 36.34056, -90.22222 (36.340577, -90.222124). Según la Oficina del Censo de los Estados Unidos, Greenway tiene una superficie total de 0.67 km², correspondientes en su totalidad a tierra firme.

## Demografía
Según el censo de 2020, hay 174 personas residiendo en Greenway. La densidad de población es de 259.70 hab./km². El 97.44% son blancos, el 1.71% son amerindios y el 0.85% es de dos o más razas. No hay hispanos o latinos residiendo en la zona.